# Стихи (сборник Набокова, 1916)
«Стихи» — первый сборник стихотворений русского поэта Владимира Набокова, опубликованный в 1916 году в Санкт-Петербурге.

## История публикации
Сборник «Стихи» вышел из печати летом 1916 в Петрограде.
И. В. Гессен вспоминал: «… Когда В. Д. <Набоков> поделился со мной радостью, что в ближайшем будущем Володя выпустит в свет сборник стихов, я так решительно протестовал, что друг мой заколебался и только и мог ответить: „Ведь у него своё состояние. Как же мне помешать его намерению?“», выше Гессен отметил, что «лет четырнадцати, Сирин <В. В. Набоков>, по завещанию внезапно умершего крёстного отца, получил <…> миллионное состояние». В действительности В. И. Рукавишников, дядя и крёстный В. В. Набокова, сделавший его своим основным наследником, умер уже после публикации сборника, осенью 1916 года.
Набоков-отец послал книжку сына Корнею Чуковскому, с которым был хорошо знаком по путешествию в Англию. Корней Иванович прислал вежливый отзыв, но, как бы по случайности, приложил разносный черновик.
Сам Набоков в «Других берегах» писал: «Спешу добавить, что первая эта моя книжечка стихов была исключительно плохая, и никогда бы не следовало её издавать. Её по заслугам немедленно растерзали те немногие рецензенты, которые её заметили».

## Содержание
1. Весна («Улыбки, воробьи и брызги золотые…»)
2. В церкви («За дымкой ладана иконы на стене…»)
3. Пасха («Сверкал на солнце гранит дворцов…»)
4. Счастье
5. «Почти недвижна наша лодка…»
6. «Зовут влюбленного гвоздики…»
7. «За лесом улыбкой прощальной…»
8. «Печали мои вечно молоды…»
9. «Смеётся краска, смеётся линия…»
10. «Печаль не сильна, не горда…»
11. Летняя ночь
12. «В июле я видал роскошный отблеск рая…»
13. «Ты помнишь этот день? Природе, умирая…»
14. Ласка («Ласкаясь к лазури, прозрачно алея…»)
15. Осень — впервые опубликовано в журнале Тенишевского училища «Юная мысль» № 6, ноябрь 1915[4].
16. «Тебя, тебя одну любить я обещаю…»
17. Осеннее
18. Цветные стёкла — впервые опубликовано в журнале Тенишевского училища «Юная мысль» № 8, февраль 1916[4].
19. Осенняя песня
20. «Осенний день, как старая вакханка…»
21. «Дрожит хризантема, грустя…»
22. «Большие липы, шатаясь, пели…»
23. «Раскинула осень свои паутины…»
24. Зима («На опушке леса ели небольшие…»)
25. «Лиловый дым над снегом крыши…»
26. «Без надежд я ждал…»
27. «Тише и тише танцуя…»
28. «Кузнечику кузнечик звучно откликается…»
29. «Я ночью жду тебя. Осины умирают…»
30. «Бедное сердце до бледного дня…»
31. Colloque Sentimental
32. Столице
33. «Ты помнишь, как в парке, средь неги ночной…»
34. «У дворцов Невы я брожу, не рад…»
35. «Нас бархатная ночь окутала тенями…»
36. Сон
37. «Я помню, что были томительно-сладки…»
38. «Гиацинты запахом страстным…»
39. «Горе сегодня и глубже и проще…»
40. Наша звезда
41. Лунная грёза — впервые опубликовано в журнале «Вестник Европы», июль 1916, Петроград. С. 38.
42. Лунный свет
43. «Как губы горят!.. Доканчиваем речи…»
44. «Ты помнишь, как губы мои онемели…»
45. «В ту ночь я только мог рыдать от наслажденья…»
46. «Окутали город осенние боги…»
47. «Этот вечер лучистый грустил над людьми…»
48. «Ивы тихо плакали… В озеро туманное…»
49. «Небрежно он сорвал и бросил незабудку…»
50. «Красота! Красота! В ней таинственно слиты…»
51. «Я что-то не понял и где-то утрата…»
52. «Когда моя рука во тьме твою встречает…»
53. «Хочется так много, хочется так мало…»
54. «Бывало, в лазури бегут облака…»
55. «Шепни мне слово, то слово дивное…»
56. Контрасты
57. Два мгновенья («Хохочет гул людской, и смех его так груб…»)
58. «Солнечно-нежные губки…»
59. «Сядь поближе ко мне. Мы припомним с тобой…»
60. «Я буду слёзы лить в тот грозный час страданья…»
61. «Аккорды, как волны и призрак разлуки…»
62. «Довольно и прости; ответа мне не надо…»
63. «Мне странно увидать оглядкой от разлуки…»
64. «Не надо лилий мне, невинных белых лилий…»
65. «Если, бывало, проводишь весь день…»
66. «Я стремлюсь всеми силами к счастью…»
67. Летний день
68. «Жду на твоем пороге, в грядущем грёзой рея…»